# Guillaume Amans Pons
Pour les articles homonymes, voir Pons.
Guillaume Amans Pons est un homme politique français né le 12 novembre 1789 à Curières (Aveyron) et mort le 28 juillet 1860 à Espalion (Aveyron).

## Biographie
Guillaume Amans Pons naît le 12 novembre 1789 à Curières, au château de la Roquette-Bonneval. Il est le fils de Guillaume Pons, bourgeois, et de son épouse, Marie Astor. 
Avocat, Guillaume Amans Pons devient juge au tribunal d'Espalion en mars 1816 puis est nommé juge d'instruction au même tribunal en mai 1827.
Il est député de l'Aveyron de 1839 à 1848, siégeant dans la majorité soutenant les ministères de la Monarchie de Juillet. Il est juge au tribunal de Rodez de 1845 à 1854 puis au tribunal d'Espalion de 1854 à 1859. À son décès, il est conseiller général de l'Aveyron.